# SAS à San Salvador
Pour plus de détails, voir Fiche technique et Distribution.
SAS à San Salvador est un film d'espionnage franco-ouest-allemand réalisé par Raoul Coutard, sorti en 1983. Il s'agit d'une adaptation du roman Terreur à San Salvador, paru en 1980.

## Résumé
Enrique Chacon, un ex-agent de la CIA, s'est engagé dans un combat politique au San Salvador ravagé par la guerre civile. Le célèbre Malko Linge alias SAS reçoit l'ordre de neutraliser Chacon et de le faire revenir au sein de l'organisation, de renoncer à travailler pour son compte, mission périlleuse, car il commande un « escadron de la mort » (la première scène du film établit celui-ci comme auteur de l'assassinat de Oscar Romero). SAS rencontre une étudiante gauchiste.

## Fiche technique
- Titre : SAS à San Salvador
- Titre allemand : S.A.S. Malko - Im Auftrag des Pentagon
- Réalisation : Raoul Coutard
- Scénario et dialogues : Gérard de Villiers, d'après son roman Terreur à San Salvador
- Produit par : Artur Brauner - Raymond Danon et Gérard de Villiers
- Directeur de la photographie : Georges Liron
- Musique : Michel Magne
- Création des décors : Götz Heymann
- Directeur de la Production : Patrick Gordon
- Technicien du son : Vincent Arnardi
- Durée : 95 minutes
- Genre : espionnage
- Date de Sortie : 27 avril 1983

## Distribution
- Miles O'Keeffe : Malko Linge
- Raimund Harmstorf : Enrique Chacon
- Dagmar Lassander : Maria Luisa Delgado
- Anton Diffring : Peter Reynolds
- Sybil Danning : Countess Alexandra Vogel
- Catherine Jarrett : Rosa
- Alexander Kerst : David Wise
- Monika Kaelin : Pilar
- Franck-Olivier Bonnet : Col. Mendoza
- Didier Bourdon : l'étudiant armé qui ouvre la porte à l'université
- Gérard Buhr
- Eric Hémon : Chris Jones
- Robert Etcheverry : Numez Grande
- Wolfgang Finck : Bart Roch
- Patrick Floersheim : Walter Dallas
- Yves Gabrielli
- Steve Gadler : Greg Jason
- Pierre Koulak : Ramon
- Eva Lissa
- Guy Mairesse : Jesus
- Bernard Marcellin : Milton Brabekkh
- Jean-Pierre Matte
- Jean Michaud : Martinez
- Bertrand Migeat : Eduardo
- Joachim Mock : Sammer
- Anita Pechard
- Marc Plagnet
- Sady Rebbot : Pablo
- Pierre Rosso : le chauffeur de taxi
- René Tramoni : le peon cascadeur
- Corinne Touzet : Elena
- Georges Corraface : Luis
- Henry Czarniak : Krisantem
- Alain Debiez : Figurant